# ملف دورة الألعاب الأولمبية - طوكيو 2020
ملف دورة الألعاب الأولمبية في طوكيو (بالإنجليزية: Tokyo 2020)‏ (باليابانية:東京 2020) هي ملف طلب استضافة دورة الألعاب الأوليمبية ، والتي عقدت في مدينة بيونس آيرس الأرجنتينية، في يوم 7 سبتمبر 2013م، أعلن اللجنة الأولمبية الدولية فوز طوكيو لإستضافة دورة الألعاب الأولمبية عام 2020 ، وتعد العاصمة اليابانية طوكيو تستضيف الدورة للمرة الثانية في التاريخ بعد أن شاركت للمرة الأولى عام 1964م.

## تاريخ

ناطحات سحاب في طوكيو وخلف الصورة جبل فوجي

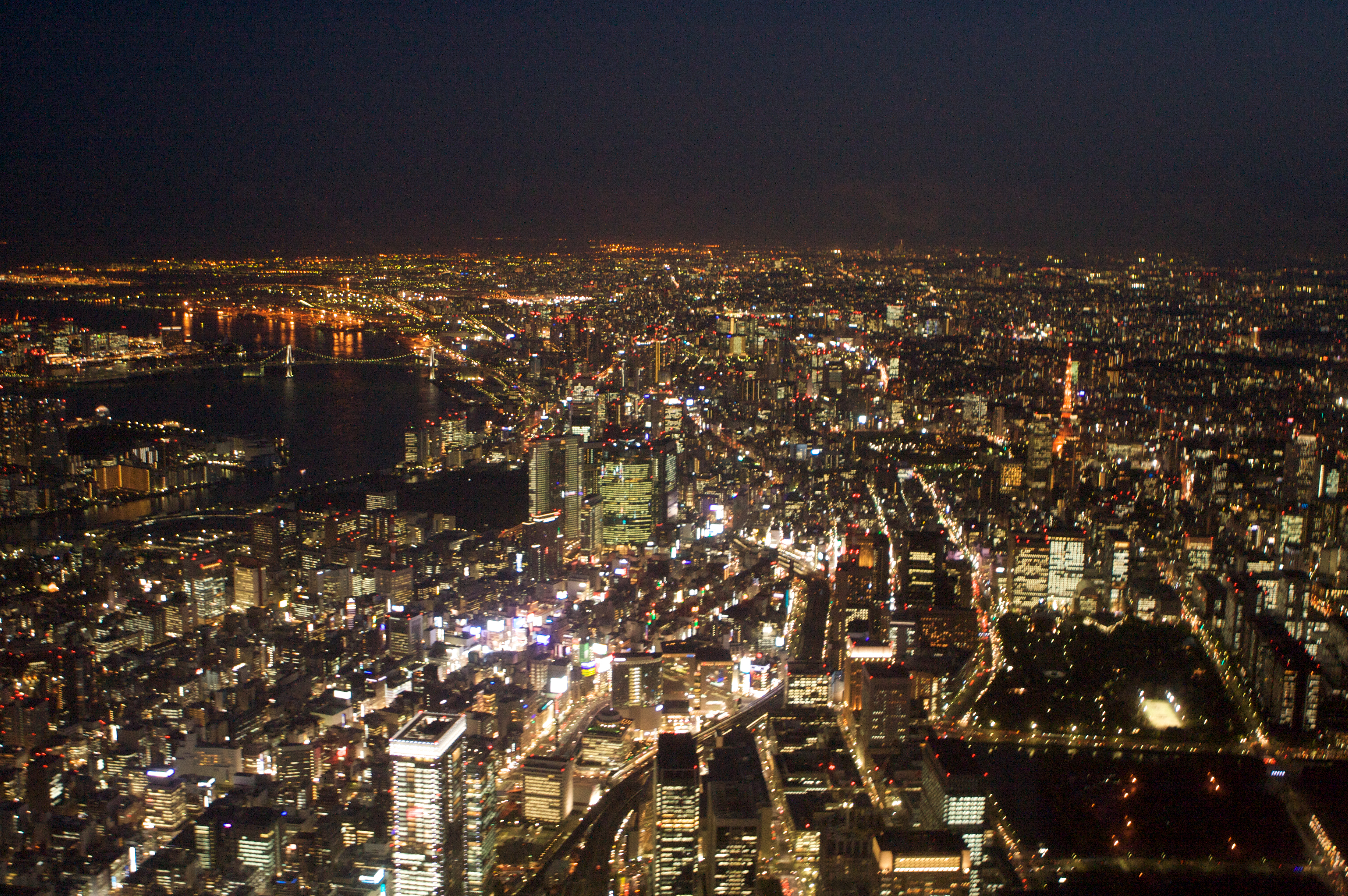
طوكيو ليلاً

أختير طوكيو طلب الاستضافة بتاريخ 16 يوليو سنة 2011م، وبرغم أن اليابان عانت من الإعصار الشهير تسونامي في شهر مارس، والتي تضررت في المناطق لشرق اليابان ، إلا أن اللجنة الأولمبية اليابانية قبلت اختيار طوكيو لتقديم طلب الاستضافة وكذلك مدينة هيروشيما قدمت الاستضافة، ولكن اعتذرت هيروشيما عن تقديم طلب الاستضافة.
وفي 7 سبتمبر 2011 ، أعلنت اللجنة الأولمبية اليابانية أن إيشيهارا شنتارو عين رئيساً للجنة ملف طوكيو 2022 ، وقبل شنتارو رئيساً  ، وقبل نهاية عام 2011م، كون المجلس الاستشاري لطلب الاستضافة المكون من 64 عضوا ومنهم رئيس الوزراء يوشيهيكو نودا والذي عينه المستشار الأعلى في المجلس ، وكشف ميزانية طوكيو 2020 تبلغ نحو 75 مليون دولار أمريكي ، وصرح رئيس اللجنة الأولمبية اليابانية أن استضافة الألعاب تكلف ملياري دولار.

### الدورة الأولمبية الدولية 125
قبل الاختيار من قبل الكونغرس التابع لدورة الألعاب الأولمبية التي عقدت في مدينة بيونس آيرس الأرجنتينية، أعلن اللاعب البرازيلي السابق لكرة القدم زيكو تأييده لملف طوكيو 2020 ، وكانت النتيجة النهائية :
| التصويت لاختيار استضافة دورة الألعاب الأولمبية 2020 | التصويت لاختيار استضافة دورة الألعاب الأولمبية 2020 | التصويت لاختيار استضافة دورة الألعاب الأولمبية 2020 | التصويت لاختيار استضافة دورة الألعاب الأولمبية 2020 | التصويت لاختيار استضافة دورة الألعاب الأولمبية 2020 | التصويت لاختيار استضافة دورة الألعاب الأولمبية 2020 |
| --------------------------------------------------- | --------------------------------------------------- | --------------------------------------------------- | --------------------------------------------------- | --------------------------------------------------- | --------------------------------------------------- |
| مدينة                                               | الدورة                                              | الجولة الأولى                                       | إعادة الجولة الأولى                                 | الجولة الثانية والأخيرة                             |                                                     |
| إسطنبول                                             | تركيا                                               | 26                                                  | 49                                                  | 36                                                  |                                                     |
| طوكيو                                               | اليابان                                             | 42                                                  | -                                                   | 60                                                  |                                                     |
| مدريد                                               | إسبانيا                                             | 26                                                  | 45                                                  | -                                                   |                                                     |

## المنشأت الرياضية

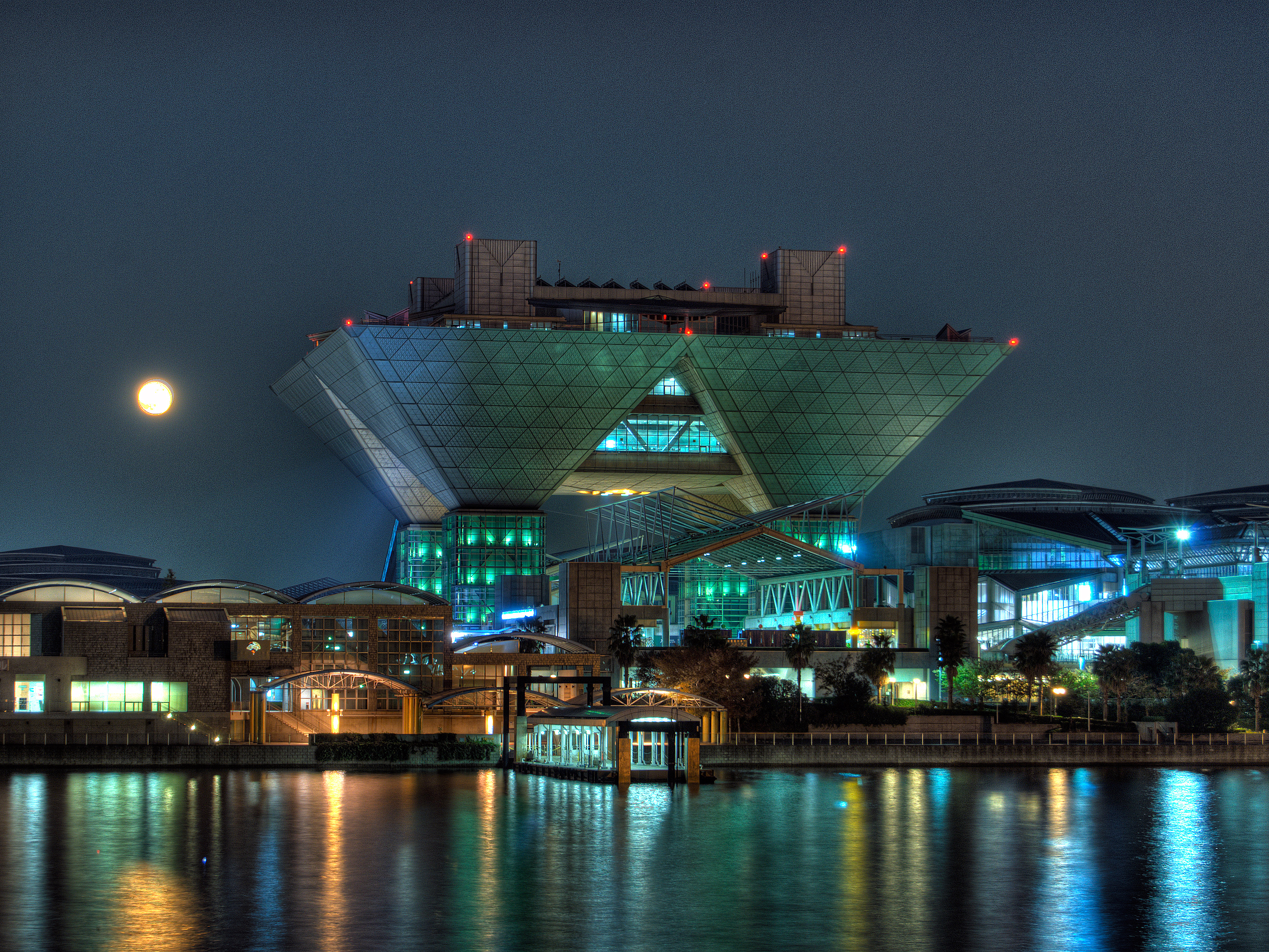
مبنى توكيو بيغ سايت وهي المركز الدولي تستخدم فيه البث المباشر

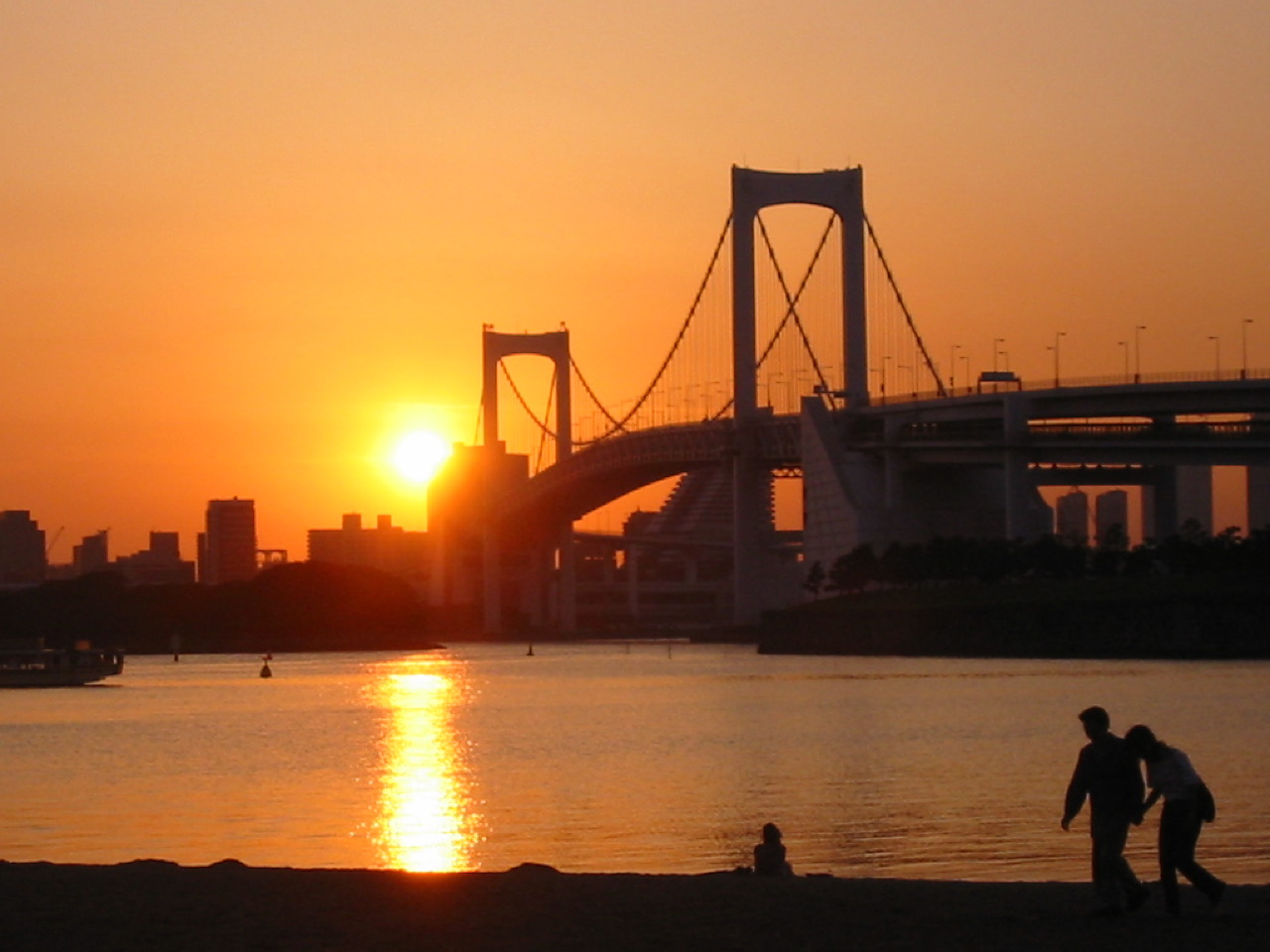
جسر قوس قزح ليلا.

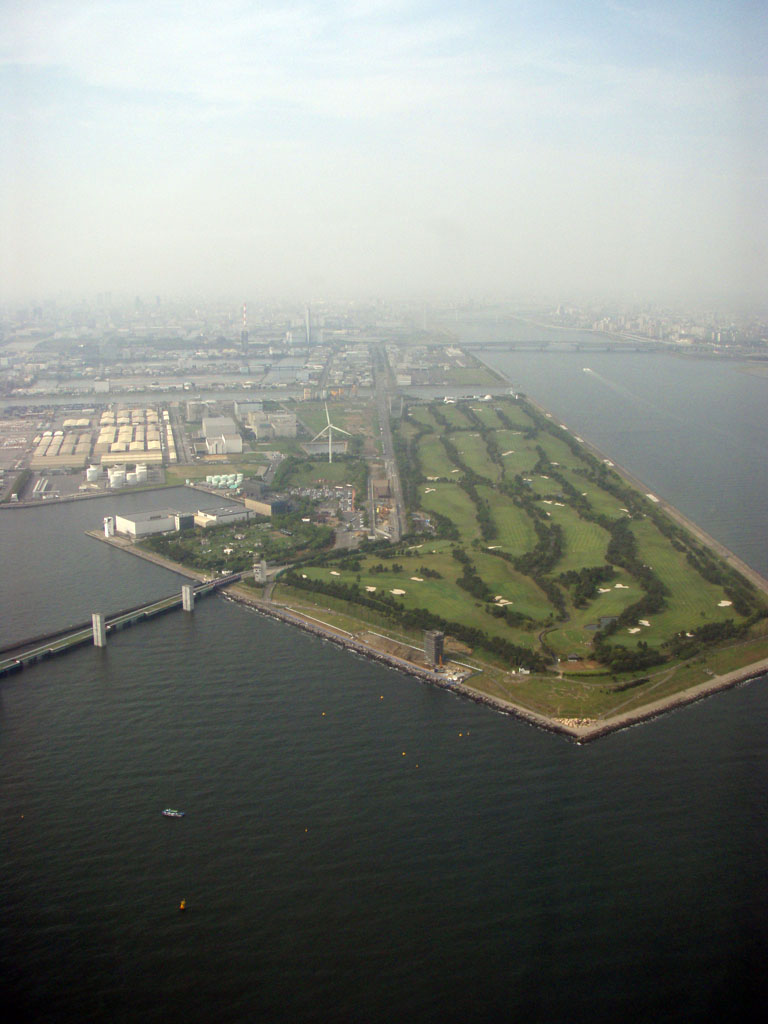
وكاسو تستخدم فيه لعبة الغولف

### أخرى من القرية الرياضية
- فندق الإمبريالية في طوكيو
- القرية الأولمبية تسمى هارومي فوتو.
- طوكيو بيغ سايت، هي المركز التي تنقل على الهواء أحداث دورة الألعاب الأولمبية مستقبلا.

### منشأت لكرة القدم

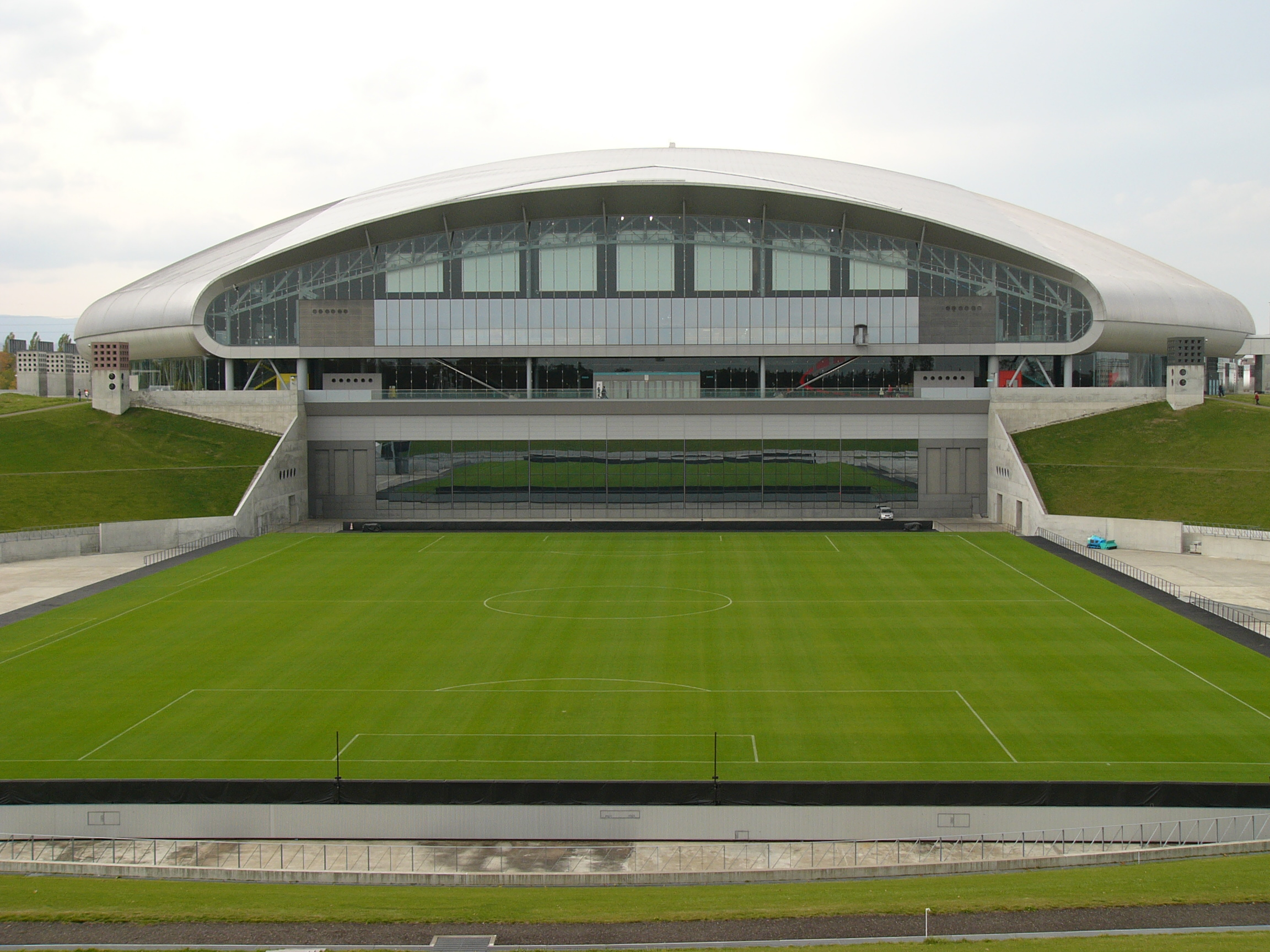
ملعب سابورو دوم في مدينة سابورو

- الملعب الأولمبي الوطني
- ملعب سايتاما 2002
- ملعب يوكوهاما الدولي
- قبة سابورو
- ملعب مياغي
- ملعب أجينوموتو